# NGTS J2143-38
NTGS J2143-38 Es un sistema estelar binario eclipsante formado por dos enanas rojas M3V que orbitan un a la otra en un periodo de 7 días.
Este sistema es de interés ya que es el sistema binario de enanas rojas más excéntrico descubierto. Inicialmente fue un objeto de interés por el Next Generation Transit Survey (NGTS) ya que presentaba signos de haber un planeta en tránsito más tarde clasificado como un falso positivo.

## Observación
El sistema fue observado por el TESS a través de fotometría y por los telescopios CORALIE y HARPS con velocidad radial para determinar sus parámetros orbitales con mayor precisión. Sus espectros estelares se determinó gracias a la espectroscopía. Además, fue observado por el VLT con luz visible e infrarroja.

## Características del sistema
El sistema tiene un periodo orbital de 7.618725 días y una separación de 15.61805 radios solares. Tiene una inclinación de 87.58709° y una excentricidad orbital de 0.32034.